# オールイン 運命の愛
『オールイン 運命の愛』（韓国語：올인）は、韓国SBSで2003年1月から4月まで放送されたテレビドラマ。全24回。ノ・スンイル作の小説『オールイン』を原作としている。
日本では、NHKBS2で2004年4月1日から毎週木曜夜10時放送、再放送は2005年3月14日から月-金で放送された。『冬のソナタ』『美しき日々』に続いて、2005年4月16日から2005年10月1日まで毎週土曜にNHK総合テレビ・韓国ドラマシリーズ枠でも放送された。
ヒロイン役のソン・ヘギョと彼女の少女時代を演じたハン・ジミンが同じ歳であるという極めて珍しいキャスティングとなっていた。

## あらすじ
両親を知らず賭博師の叔父との旅暮らしの高校生キム・イナは喧嘩と博打に明け暮れていた。旅からの帰りソウルへ向かう列車の中で寂しげな少女ミン・スヨンと出会い、なぜか心が波立つ自分に苛立って彼女の荷物を盗んでしまう。
一方、優等生で富豪の息子であるチェ・ジョンウォンは父親の経営する下町の劇場へ夜中に足を運び一人で映画を見ていた。付き合わされる映写技師の娘ミン・スヨンは夜中に劇場の掃除をしていた。スヨンの母の形見のオルゴールを盗んだイナは劇場地下の隠れ場所で盗んだオルゴールを眺めているがスヨンのことが頭から離れない。孤独な魂の持ち主たちは運命に導かれていく。
父・チョンテが殺され、天涯孤独の身となったスヨン。イナとチョンウォンはその復讐のため、手を組んで仇であるプルゴム組が所有する無人の倉庫に放火する。しかし、誰もいないと思っていた倉庫には、酔いつぶれた組長テチがいたため、殺人と放火の罪で逮捕されてしまい、おまけにその子分であるテスに狙われるようになってしまう。チョンウォンは父親の根回しで無罪となるが、イナは懲役7年の刑を宣告され服役する。イナの服役中、チョンウォンはアメリカに留学する。
イナは釈放後、刑務所で知り合ったユ・ジョングと共に、カジノの保安係として働くようになる。スヨンは修道女になる夢を諦め同じカジノでディーラーになっていた。チョンウォンはアメリカから野心を携えて帰国する。三人は再会し、イナとスヨンは恋に落ちる。

## キャスト
※（）内は日本語吹替え版の声優名
- キム・イナ（김인하）/イ・ビョンホン（高橋和也）
  - 少年時代/チン・グ（内埜則之）

凄腕のバクチ打ちである叔父に育てられる。都会の片隅で刹那的に生きていた時にスヨンと出会い、それにより獄中で青春を失うが、心の中で一途に女の面影を持ちつづける。賭博に天賦の才能をもつゆえ行くところ修羅場となる運命の持ち主。酔いつぶれたスヨンを背負いながら「俺がどれだけお前のことが好きか、お前には分からないだろう」と呟くなど殺し文句は事欠かない。不幸が多すぎたため自己愛が薄く、育ての親である叔父や仲間の笑顔で気持ちが一杯となる好漢だがその分だけ幸福になるのに躊躇する癖もある。
- ミン・スヨン（민수연）/ソン・ヘギョ（今村恵子）
  - 少女時代/ハン・ジミン（清水香里）

イナの恋人。薄幸な少女時代を過ごし、シスター（修道女）を目指していたが、一転してカジノのディーラーに就職する。賭博以外は社会不適格者であるイナの面倒を見るのが楽しみだが、運命の嵐に泣かされることに。「家を建てたら住んでくれないか」と言うイナの求愛にも応じる。
- チェ・ジョンウォン（チョンウォン）（최정원）/チソン（内田岳志）
  - 少年時代/コ・ドンヒョン（若林久弥）

イナの親友にしてライバル。スロット王と呼ばれる富豪の家に生まれる。インテリで周囲への気配りも忘れない男だが、優しい顔に似合わず、利用できる物は全て利用し、敵を叩く際には一切容赦をしない。愛するスヨンに対しては紳士的で、ダイヤをプレゼントして「要らなかったら捨てて下さい」という一面も。
- ソ・ジニ（チニ）/パク・ソルミ（魏涼子）

オアシスグループ会長スンドンの娘。留学先のアメリカでチョンウォンと出会い、以後彼に好意を抱くようになる。留学期間を終えた後は、会長の娘であるという身分を隠し、カジノのディーラーとして働くようになる。同期のスヨンとはルームメイト。
- チェ・ドファン（トファン）/イ・ドックァ（小山武宏）

チョンウォンの父。オアシスグループと敵対するシーワールドグループの会長。激しい野心家であり、己の野望のためなら恥を捨てて土下座することも厭わない。
- ユン・ヘソン/ソヌ・ウンスク（井口恭子）

トファンの後妻、チョンウォンの義母。
- ジェニー/キム・テヨン（小林さやか）

在米韓国人の詐欺師、ギャンブラー。アメリカに密航して誰も頼る人のないイナたちを騙し、金を巻き上げるが、その後、紆余曲折あり、何かとアメリカでのイナたちの面倒を見てくれるようになる。イナのビジネスパートナー。
- マイケル・ジャン（チャン・ユングク）/キム・ビョンセ（山路和弘）

ラスベガスでホテルを経営するベンチャー企業家。在米韓國人。プロのギャンブラーでもあり、イナとは不思議な因縁がある。
- リエ（おちだ りえ）/笛木優子（ユミン）（郡山冬果）

マイケル・ジャンの愛人でプロのギャンブラー。日本人。イナに好意を抱き、誘惑する。
- イム・デス（テス）/チョン・ユソク（白鳥哲）

ソウルの暗黒街で生きるやくざ。放火事件で兄が死んでおり、イナを仇と狙っている。親分のサンドゥと共にイナを不幸な運命に導く存在の一人。チョンエが好き。チョンエと結婚するも、その直後に殺される。
- ユ・ジョング（チョング）/ホ・ジュノ（井上倫宏）

獄中でイナと義兄弟となったギャンブラー。出所後は済州島のカジノで保安要員をしていたため、チョングを頼ってきたイナはディーラーをしていたスヨンと再会する。イナの為なら自らの手を汚すことを厭わない友誼に厚い男だが、ジェニーに惚れるなど、イナほどにはストイックではない。
- ヤン・スングク/チェ・ジョンファン（寺杣昌紀（現在はてらそままさき））

トファンの側近。いつも無表情に何かを企んでいる。
- パク・テジュン/チェ・ジュニョン（咲野俊介）

イナの不良少年時代からの友人で、刑事。
- キム・チス/イム・ヒョンシク（佐々木梅治）

イナの叔父で、育ての親。イカサマ賭博師。
- チャン・ヒョンジャ/パク・ウォンスク（つかもと景子）

チスの幼なじみ。女手一つでチョンエを育てる。
- ユ・ジョンエ（チョンエ）/チェ・ジョンウォン（江間直子）

イナの幼なじみでヒョンジャの娘。
- ミン・ジョンテ（チョンテ）/イ・ヒド（仲恭司）

スヨンの父で映画技師。
- ソ・スンドン/チョ・ギョンファン（村松康雄）

チニの父親で、オアシスグループ会長。
- チャン・ミラン/チェ・ラン （福田如子）

カジノのマネージャー。
- シスター・マリア（イニ）/ソン・チェファン（八十川真由野）

スンドンの恋人だった過去を持つ修道女。孤児になったスヨンが唯一頼れる存在で、大きな愛でスヨンを見守る。シスターになることを断念したスヨンにカジノのディーラーの仕事を紹介したのも彼女である。
- チョン・ジュニル/チョン・ホビン（中博史）
- チョ・チャンス/ソン・グィヒョン（鵜澤秀行）
- ソン・ジンス/キム・ハギュン（小室正幸）
- チョ・ジョンミン（チョンミン）/パク・チュニ（森永明日夏）
- ヤン・シボン/ペク・スンウク（日野聡）
- チョン・サング/イム・デホ（河相智哉）
- ウ・ヨンテ/ユン・ギウォン（坂口賢一）
- パウィ/イ・ゲイン（田村勝彦）
- ハン・ミョンジン/ミョン・ロジン（諸角憲一）
- ハン理事/ハン・ジョングク（西村知道）
- ペ・サンドゥ/キ・ジュボン（村田則男）
- イム・デチ/パク・サンミョン

## サブタイトルリスト
| 話数   | サブタイトル   |
| ------ | -------------- |
| 第01話 | 放浪の日々     |
| 第02話 | 友との出会い   |
| 第03話 | 新しい世界     |
| 第04話 | それぞれの再会 |
| 第05話 | よみがえる友情 |
| 第06話 | 2つの恋        |
| 第07話 | 結ばれた心     |
| 第08話 | 危険な賭け     |
| 第09話 | かけられた嫌疑 |
| 第10話 | 逃亡           |
| 第11話 | 賭けの代償     |
| 第12話 | 新天地を求めて |
| 第13話 | つかの間の幸せ |
| 第14話 | 奇跡           |
| 第15話 | 失意の中で     |
| 第16話 | 帰郷           |
| 第17話 | 新たな挑戦     |
| 第18話 | 画策           |
| 第19話 | 対決前夜       |
| 第20話 | 勝利への道     |
| 第21話 | 別離           |
| 第22話 | 暗雲           |
| 第23話 | 陰の敵         |
| 第24話 | 旅立ち         |